# Altes Rathaus Cesson

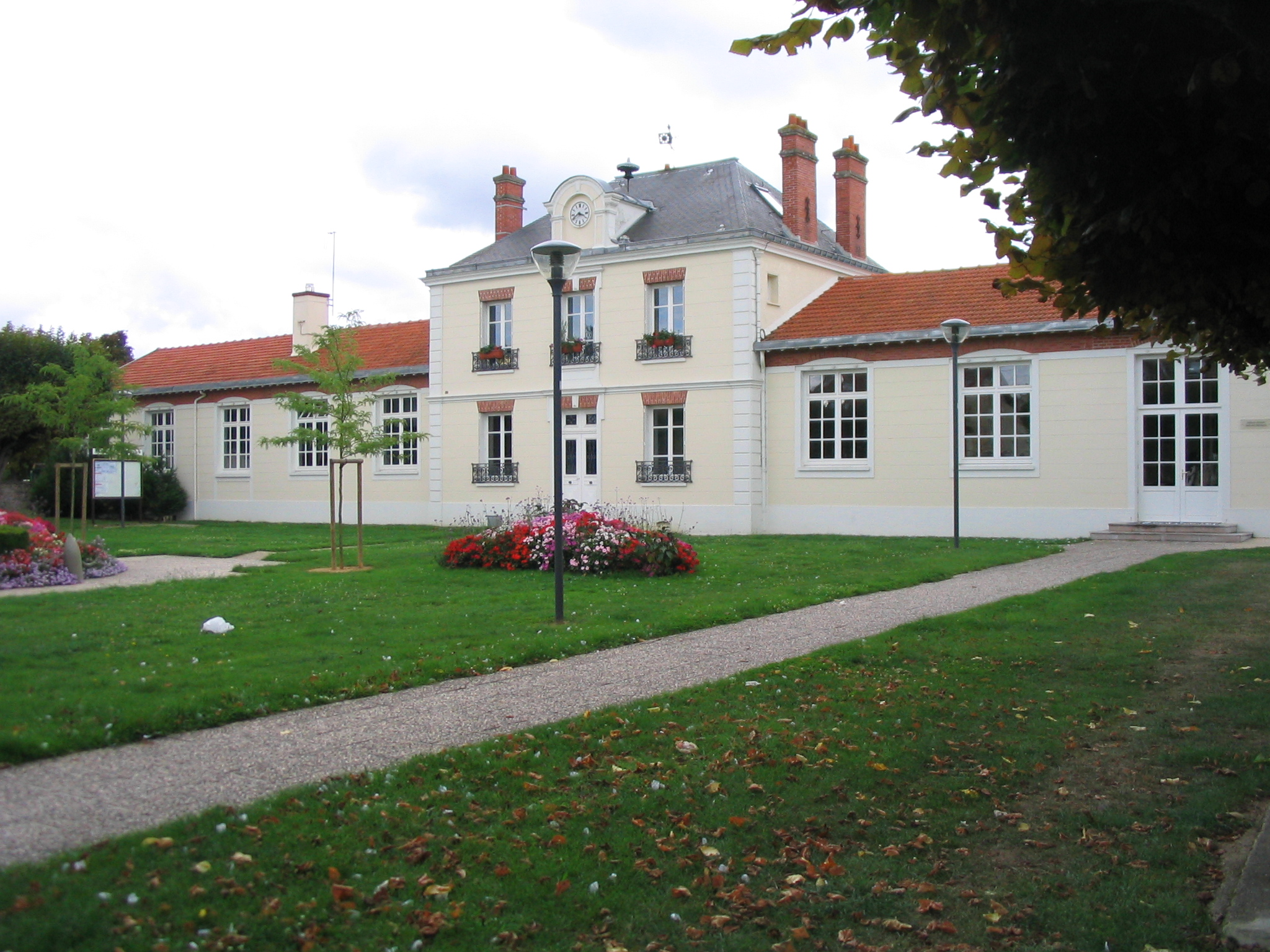
Altes Rathaus in Cesson

Das Alte Rathaus (französisch Mairie für Rathaus) in Cesson, einer französischen Stadt im Département Seine-et-Marne in der Region Île-de-France, wurde 1900 errichtet. Das alte Rathaus an der Avenue Charles-Monier Nr. 41 ersetzte einen Vorgängerbau  aus dem Jahr 1877.
Der zweigeschossige Gebäude aus Bruchsteinmauerwerk besitzt die erste öffentliche Uhr im Ort.